# Wardenburg
Wardenburg ist eine Gemeinde im Landkreis Oldenburg im nordwestlichen Niedersachsen.

## Geografie

### Geografische Lage
Wardenburg liegt im Nordwesten des Naturparks Wildeshauser Geest südlich der Stadt Oldenburg. Durch das Gemeindegebiet fließen die Hunte, die Lethe und die Streeker Fleth. Nördlich grenzt die Gemeinde Wardenburg an den Küstenkanal, östlich und damit jenseits der Hunte an die Osenberge.
Die Gemeinde Wardenburg grenzt im Norden an die Gemeinde Edewecht und die Stadt Oldenburg, im Osten an die Gemeinde Hatten, im Süden an die Gemeinden Großenkneten und Garrel und im Westen an die Gemeinde Bösel.

### Gemeindegliederung
Zur Gemeinde Wardenburg gehören folgende Ortschaften:
| - Achternholt - Achternmeer - Astrup - Benthullen - Charlottendorf Ost - Charlottendorf West, gegr. 1910 - Harbern I, gegr. 1935 - Harbern II, gegr. 1948 - Höven | - Hundsmühlen - Klein Bümmerstede - Littel - Oberlethe - Südmoslesfehn - Tungeln - Wardenburg - Westerburg - Westerholt |

## Geschichte
Bei Wardenberge baute 1270 der Westerholtsche Ritterbund eine Burg und die Marienkirche. Wardenberge, nach Errichtung der Burg Wardenburg genannt, wurde Mittelpunkt des „Winkels“. Die Wardenburger Kirche, die als Wallfahrtskirche bekannt war, wurde 1538 niedergebrannt. Aus der Ruine wurde erst 1578 durch Graf Johann VII. (1540–1603) eine neue Kirche errichtet. Die Wardenburg wurde 1342 von den Söldnern des Bischofs von Münster zerstört.

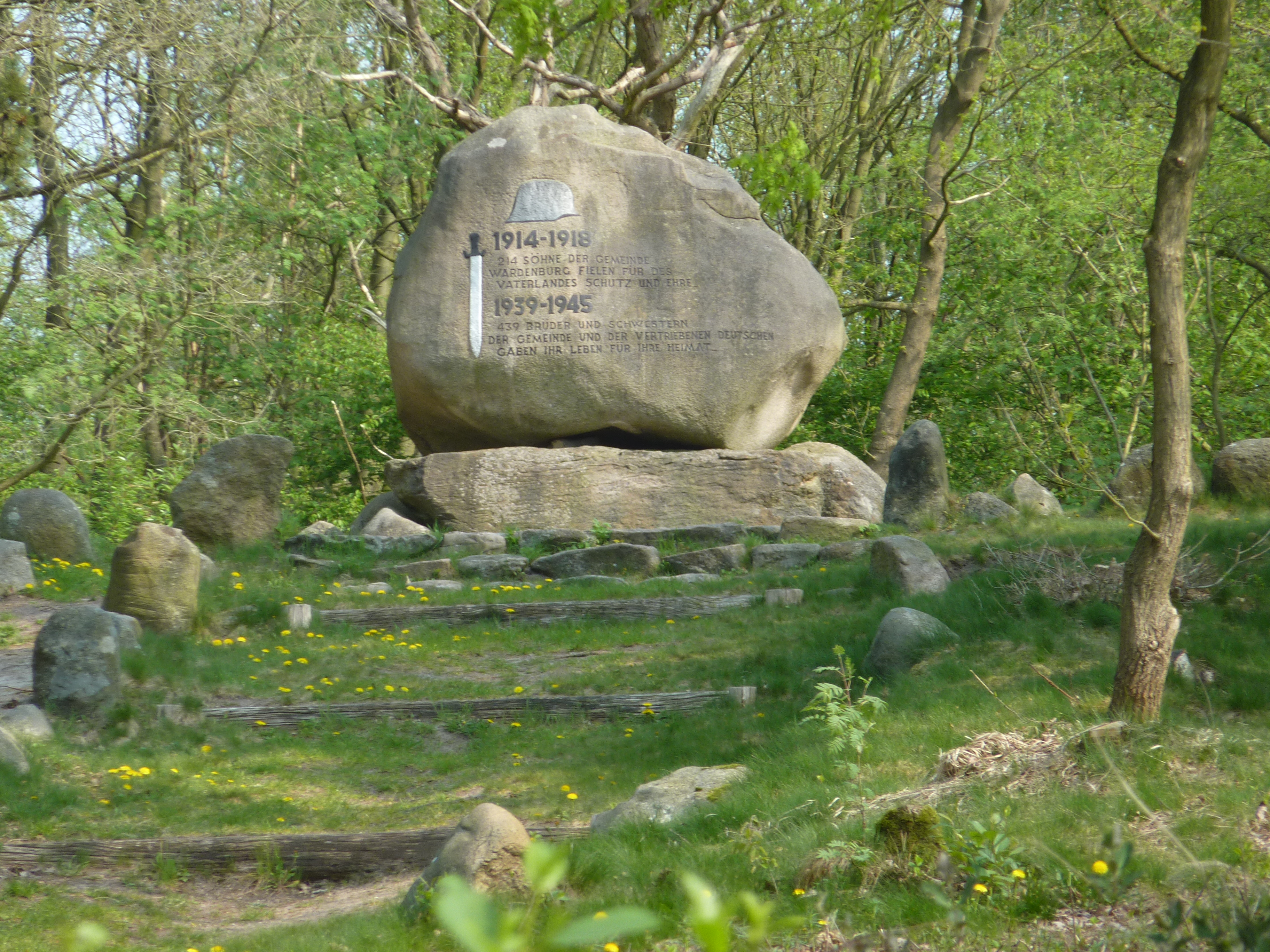
Kriegs-Ehrendenkmal auf dem Tillyhügel in Wardenburg

Laut einer Hinweistafel am Fuße des Tillyhügels lagerte an der Anhöhe vom 2. bis zum 23. September 1623 das Heer des kaiserlichen Generals Johann t’Serclaes Graf von Tilly. Mit 25.000 Soldaten befand Tilly sich auf der Verfolgung des gegnerischen Generals Ernst von Mansfeld, der in Ostfriesland Stellung bezogen hatte. Durch geschickte Verhandlungen und reiche Geschenke erreichte Graf Anton Günther von Oldenburg den kampflosen Abzug von Tillys Truppen. Die Wardenburger Bevölkerung hatte drei Wochen unter Plünderungen und Beschlagnahmen zu leiden.
Bei der Ortschaft Glum fand ein Bauer 1880 die Scheibenräder von Glum, die in die Frühe Bronzezeit um 1500 v. Chr. datiert werden. 1949 wurde in dem Ort Benthullen der Meteorit Benthullen gefunden. Im Jahre 2013 entdeckte ein Verpächter in Charlottendorf-West in 4,50 m Tiefe die Reste einer 5118 Jahre alten Eiche. Der Baumstamm kann im Moor- und Bauernmuseum Benthullen besichtigt werden.

### Einwohnerentwicklung
Die Zahl der Einwohner hat in den letzten Jahrzehnten stetig zugenommen. Besonders profitiert davon haben die Orte Hundsmühlen, Wardenburg, Tungeln und Littel.
| Jahr              | Einwohner |
| ----------------- | --------- |
| 1650              | 874¹      |
| 1702              | 1.157¹    |
| 1806              | 2.097¹    |
| 1850              | 3.165¹    |
| 1900              | 3.260¹    |
| 1950              | 9.130¹    |
| 25. Mai 1987      | 13.508²   |
| 31. Dezember 1995 | 14.612²   |
| 31. Dezember 2003 | 15.929²   |
| 31. Dezember 2008 | 16.834²   |
| 31. Dezember 2016 | 15.975²   |
| 31. Dezember 2017 | 16.005²   |

Quellen:

¹: Stelljes, siehe Literatur, Zusammentragung aus unterschiedlichen Quellen sowie Gemeindespiegel

²: Niedersächsisches Landesamt für Statistik

### Konfessionsstatistik
Gemäß der Volkszählung 2011 waren 59,8 % der Einwohner evangelisch, 10,0 % römisch-katholisch und 30,2 % waren konfessionslos oder gehörten einen anderen Religionsgemeinschaft an. Die Zahl der Protestanten ist seitdem gesunken. Mit Stand 10. August 2020 waren von den 17.235 Einwohnern 48,8 % (8.406) evangelisch, 10,7 % (1.847) römisch-katholisch und 40,5 % waren konfessionslos oder gehörten einer anderen Religionsgemeinschaft an. Im April 2019 waren von den 17.208 Einwohnern 8633 (50,2 %) evangelisch, 1850 (10,7 %) römisch-katholisch und 39,1 % gehörten einer anderen oder keinen Religionsgemeinschaft an.

## Politik

### Gemeinderat
Der Rat der Gemeinde Wardenburg besteht aus 32 Ratsfrauen und Ratsherren. Dies ist die festgelegte Anzahl für eine Gemeinde mit einer Einwohnerzahl zwischen 15.001 und 20.000 Einwohnern. Die Ratsmitglieder werden durch eine Kommunalwahl für jeweils fünf Jahre gewählt. Die aktuelle Amtszeit begann am 1. November 2021 und endet am 31. Oktober 2026.

Stimmberechtigt im Gemeinderat ist außerdem der hauptamtliche Bürgermeister.
Die letzten Gemeinderatswahlen ergaben folgende Sitzverteilungen:
| Partei                | 2021 | 2016 | 2011 |
| --------------------- | ---- | ---- | ---- |
| CDU                   | 12   | 12   | 12   |
| SPD                   | 8    | 9    | 10   |
| Bündnis 90/Die Grünen | 7    | 5    | 4    |
| FDP                   | 3    | 3    | 2    |
| FWG                   | 2    | 2    | 2    |
| Die Linke             | –    | 1    | –    |

### Bürgermeister

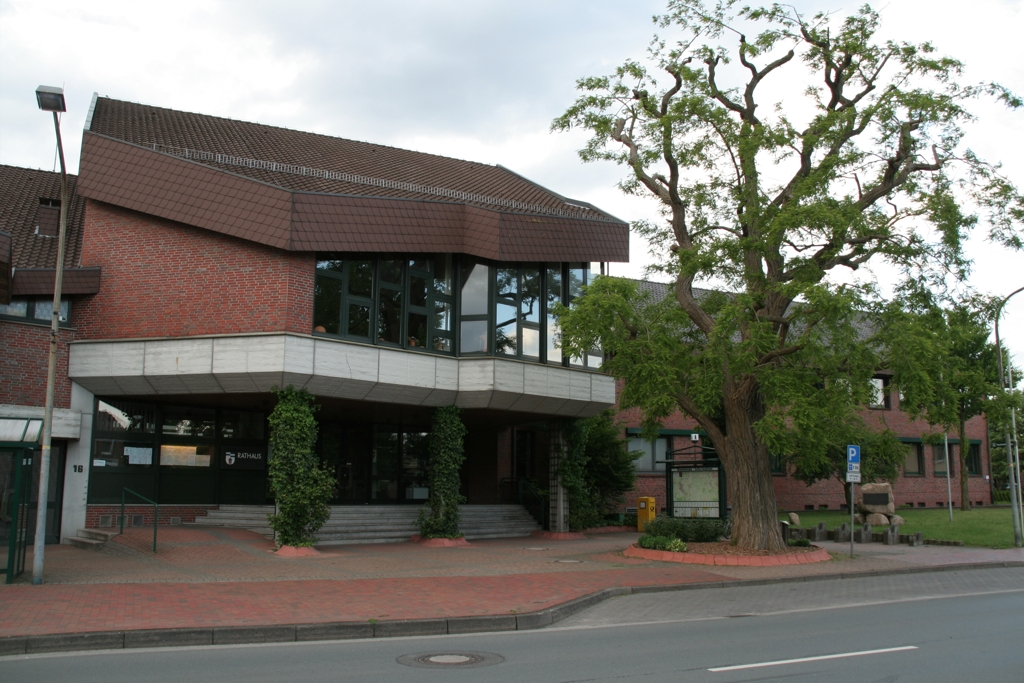
Rathaus von Wardenburg

Hauptamtlicher Bürgermeister ist Christoph Reents (parteilos). Er wurde bei der letzten Bürgermeisterwahl am 22. September 2019 in der Stichwahl mit 54,79 % der Stimmen gewählt. Die Wahlbeteiligung betrug 46,39 %. Stellvertretende Bürgermeister sind Veronika Hillenstedt (Grüne), Achim Grätz (CDU) und Peter Kose (SPD).

### Wappen
Das Wappen der Gemeinde Wardenburg zeigt den Glockenturm der Wardenburger Kirche und darüber den gespaltenen Schild des früheren Geschlechts derer von Westerholte mit links einem blauen Balken auf weißem Feld und rechts einem weißen Balken auf blauem Feld.

### Flagge
Die Flagge der Gemeinde Wardenburg zeigt im oberen Feld die Farbe Blau und im unteren Feld die Farbe Weiß. Die Mitte der Flagge ist mit dem Wappen der Gemeinde belegt.

### Gemeindepartnerschaften
Wardenburg hat mit zwei Gemeinden eine Gemeindepartnerschaft geschlossen:
- Eelde, heute Gemeinde Tynaarlo in den Niederlanden, seit 1986
- Röbel/Müritz in Deutschland, seit 1990

## Kultur und Sehenswürdigkeiten

### Bauwerke
- Glockenturm (Wahrzeichen von Wardenburg)
- Marienkirche
- Katholische Kirche
- Rathaus
- Wassermühle an der Lethe
- Schmiedemuseum

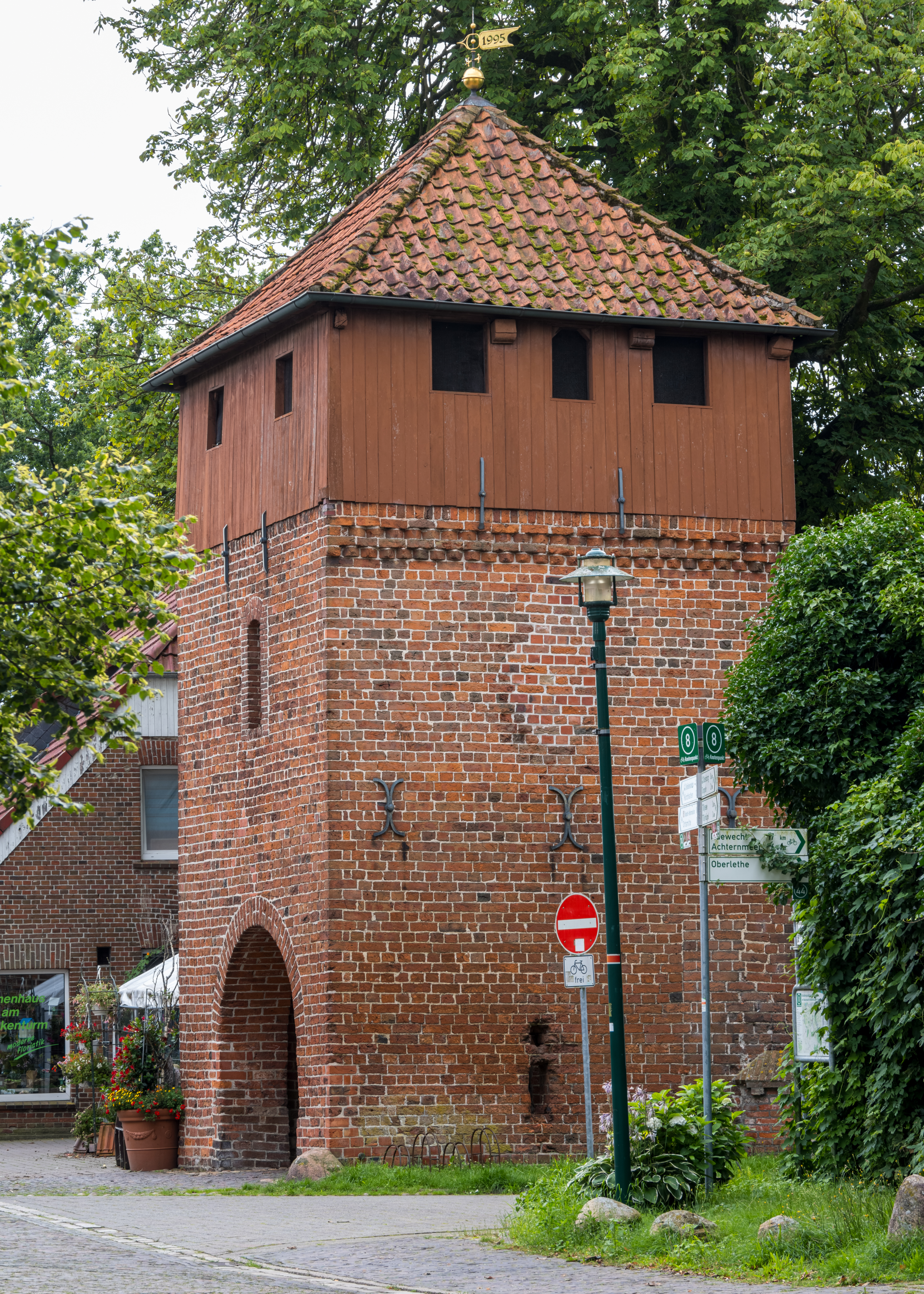
Alter Glockenturm
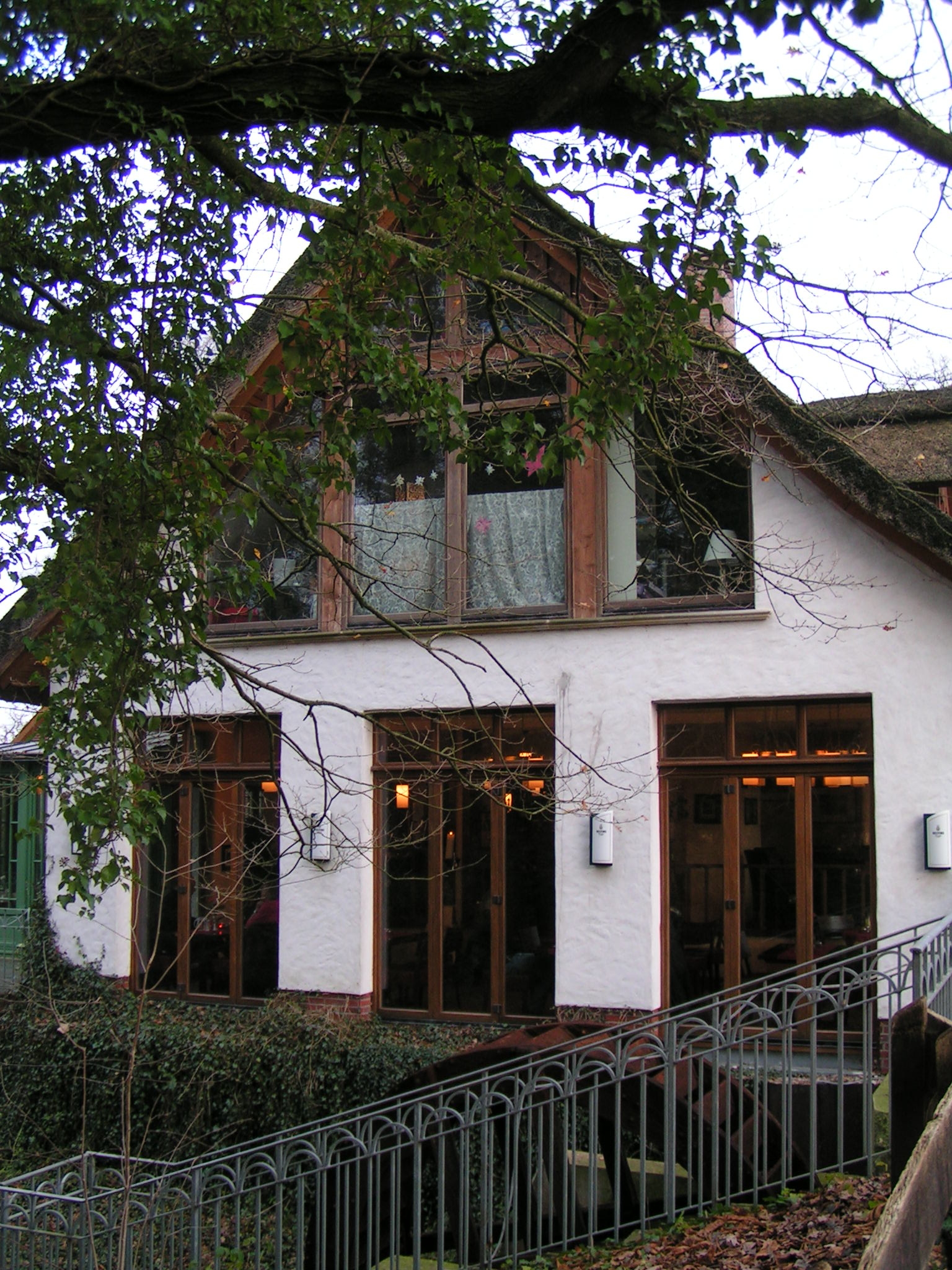
Wassermühle Wardenburg
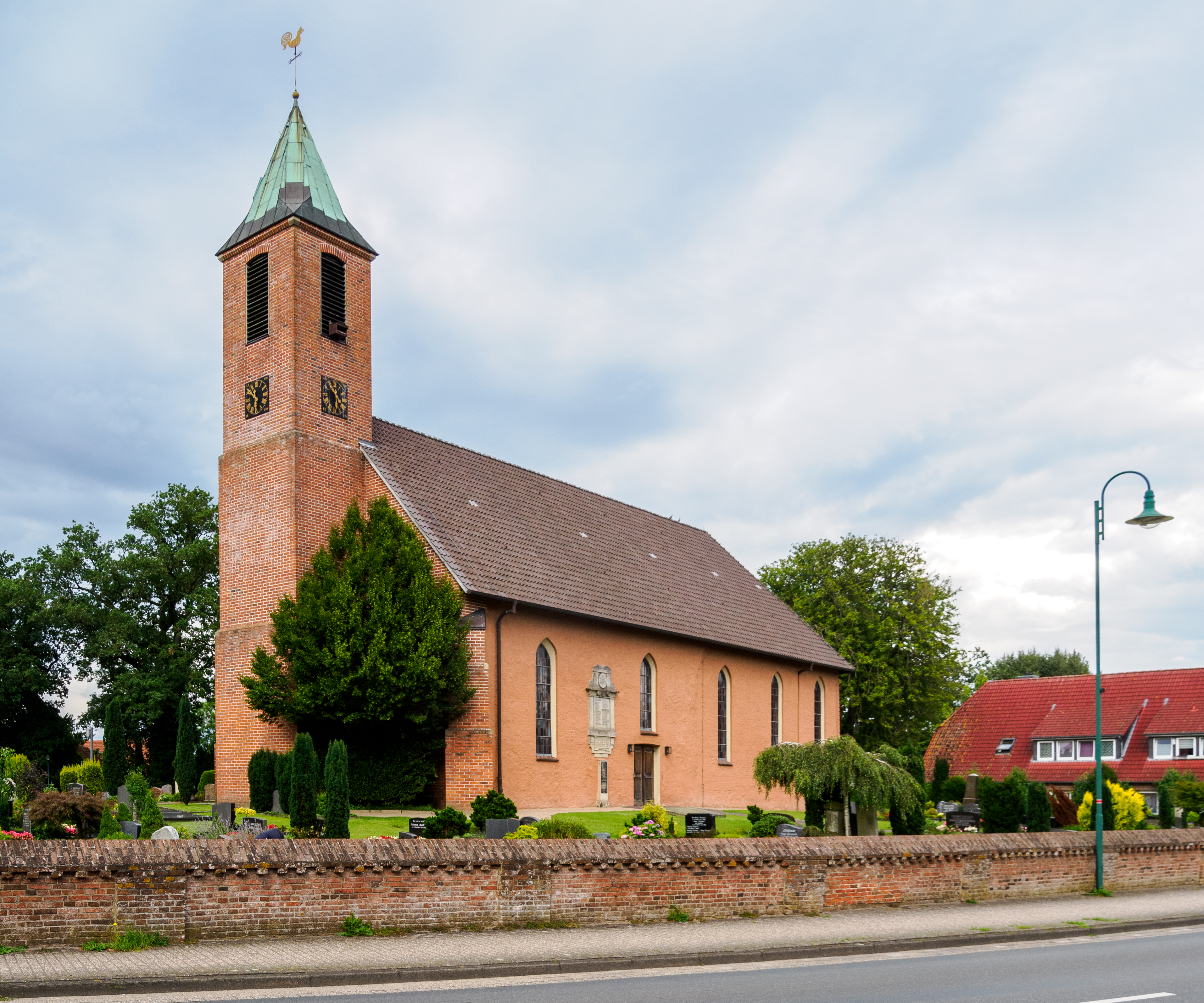
Marienkirche
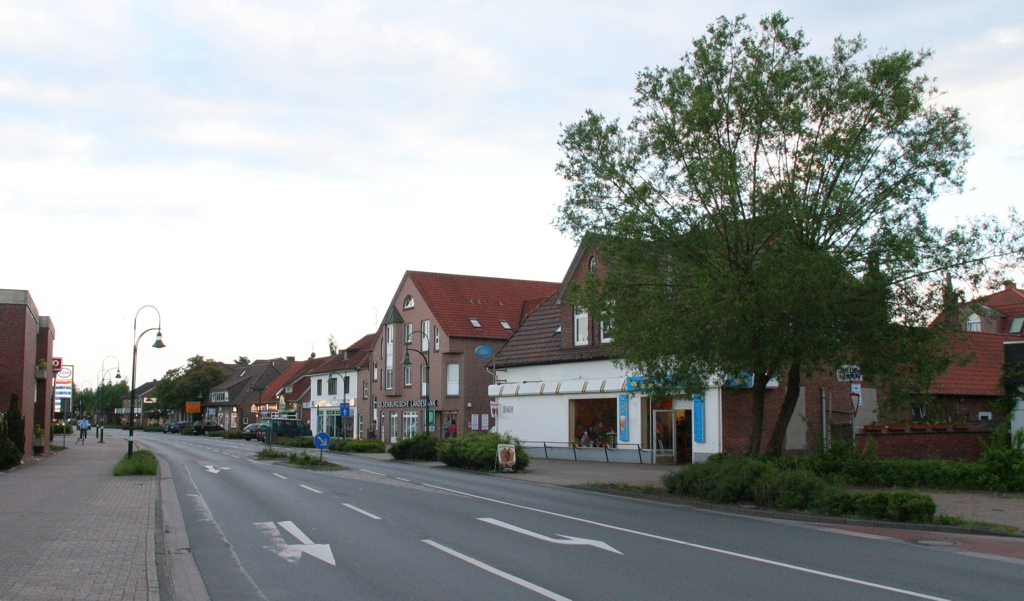
Blick auf den Ortskern von Wardenburg

Neben historischen Gebäuden innerhalb der Ortschaft Wardenburg gibt es im Gemeindegebiet weitere sehenswerte Bauwerke:
- Ziegeleimuseum (Westerholt)
- Moor- und Bauernmuseum (Benthullen)
- Kirche in Benthullen

### Parks und Landschaftsstriche

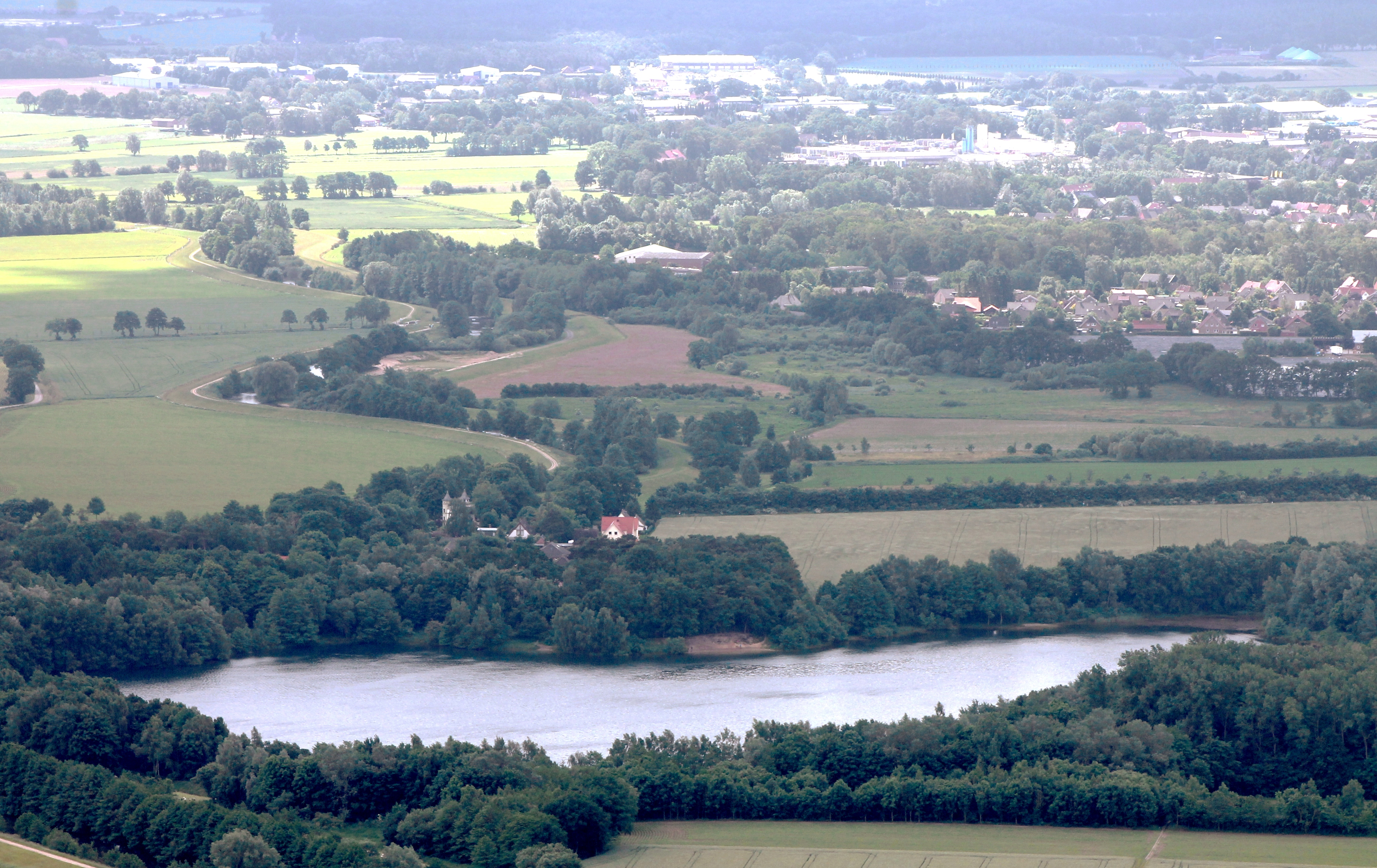
Tillysee und Hunte

- Tillyhügel und Tillysee: Der Wardenburger Tillysee gehört zur Hälfte dem Fischereiverein und zur anderen Hälfte dem Naturschutzbund.
- Wardenburger Marsch

### Naturschutz
In der Gemeinde sind Schutzgebiete in allen Abstufungen ausgewiesen. Die Zuständigkeit liegt bei der Unteren Naturschutzbehörde des Landkreises Oldenburg.
Teilbereiche der Gemeinde gehören zum Naturpark Wildeshauser Geest.
Es gibt zwei Naturschutzgebiete (Benthullener Moor, Harberner Heide) sowie etliche Landschaftsschutzgebiete (Mittlere Hunte, Griesenmoor, Lethetal und die Staatsforsten Tüdick, Oberlether Fuhrenkamp, Hoop, Litteler Fuhrenkamp).
Darüber hinaus ist das Fauna-Flora-Habitat „Mittlere und Untere Hunte“ als Teil des europäischen Schutzprojekts Natura 2000 anerkannt.
Unter Schutz stehen zahlreiche Naturdenkmale und geschützte Landschaftsbestandteile, ferner die Wallhecken.
Über den gesetzlichen Naturschutz hinaus engagiert sich der Arbeitskreis Biotopverbund Wardenburg für ein flächendeckendes, integriertes Schutzgebietssystem.
Ihren Sitz in Wardenburg hat die Biologische Schutzgemeinschaft Hunte Weser-Ems. Auf dem Gelände des ehemaligen Schießstandes betreut die BSH einen Naturlehrpfad.

### Kunst im öffentlichen Raum

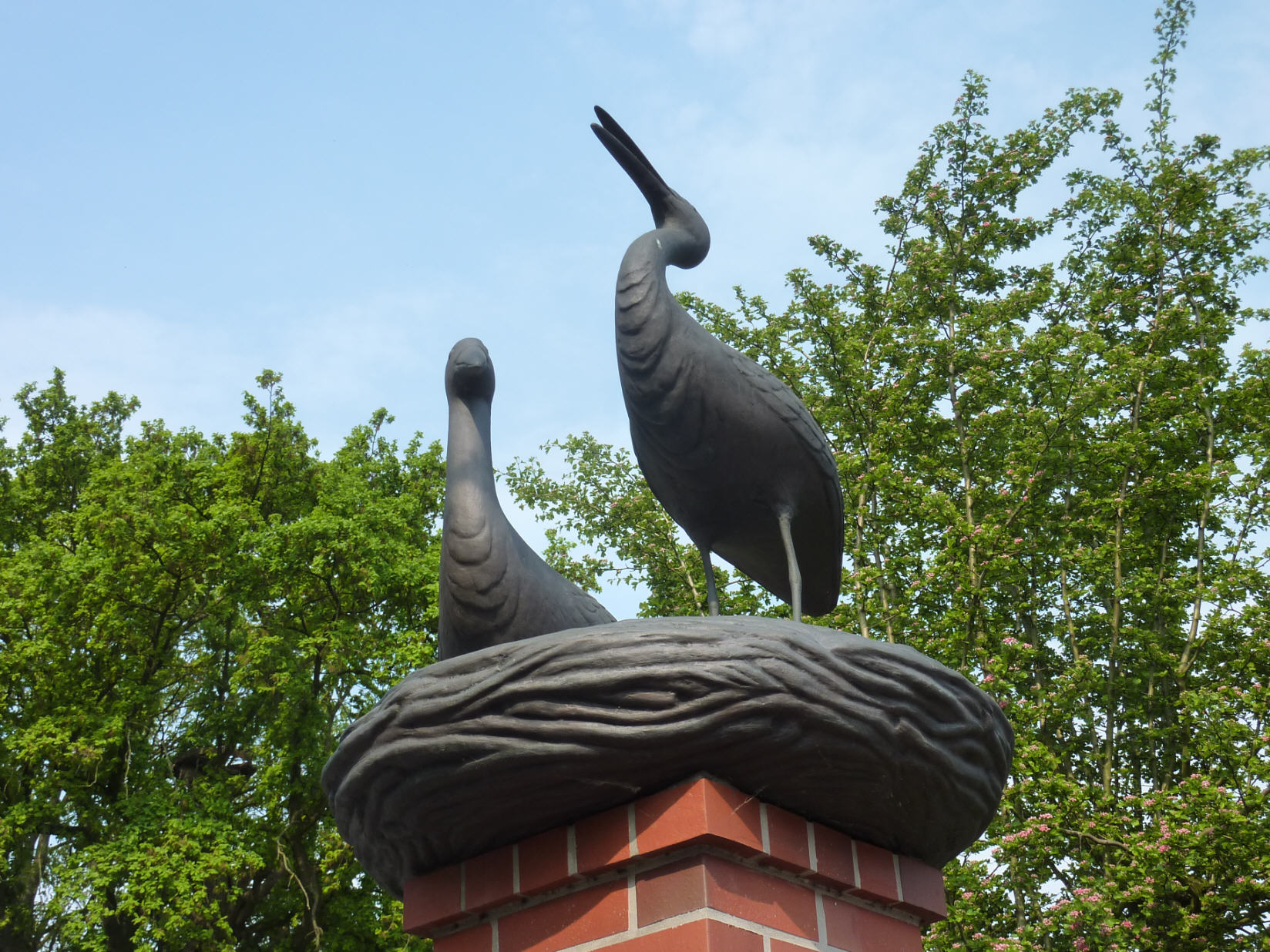
Storchendenkmal in Wardenburg

Im Ortsbild von Wardenburg finden sich mehrere Kunstobjekte von Künstlerinnen und Künstlern aus der Gemeinde und der Region.
- Vor dem Haus der BSH – an der Friedrichstraße – die (Bronze- und Stein-)Skulptur Der Keimling (2000) von Udo Reimann,
- Sm Anbau der Gemeindeverwaltung (Eine-Welt-Laden) – Eelder Straße – die Bronze-Skulptur Eine Welt (Erde, Frieden und Ginkgo) (2001) von Karin Engel,
- In Sichtweite des Glockenturmes – an der Ecke Patenberg/Oldenburger Straße – die Skulptur Der Gemeindebaum (2006) von Daniel Hübner auf Initiative der Gemeinde Wardenburg Marketing Forums,
- Auf dem „Gloysteinschen Hof“ – an der Oldenburger Straße – die Skulptur Wardenburger Störche (2007) von Daniel Hübner,
- Entlang der Oldenburger Straße, der Friedrichstraße und des Patenbergsweg hat das Gemeinde Wardenburg Marketing Forum 2011 nach einer Idee von Oliver Bremer die „Wardenburger Geschichte(n)“ installiert – hierbei handelt es sich um 28 Edelstahlplatten mit geschichtsträchtigen Daten der Gemeinde Wardenburg, die in den Boden eingelassen sind,
- An der alten B 69 (heute Öffentliche Versicherung) stand in den 1960er Jahren ein Brunnen aus Stein,
- Im Ratssaal der Gemeinde Wardenburg – Friedrichstraße – das Triptychon Wardenburg, Eelde und Röbel (2004) von Daniel Hübner

### Regelmäßige Veranstaltungen
- Am dritten Wochenende im Juli findet alljährlich ein Schützenfest auf dem Schützenplatz statt. Das größte Schützenfest im Huntekreis lockt in jedem Jahr mehrere tausend Besucher. Den Abschluss bildet am Montag Abend ein großes Feuerwerk.
- Am Wochenende mit dem zweiten Sonntag im August findet alljährlich in Wardenburg das Cityfest statt. Hierbei handelt es sich um eines der größten Feste im Landkreis Oldenburg. Die Veranstaltung gibt es seit 1999. Freitags beginnt das Fest mit dem überregional bekannten Lichterumzug und sowohl am Freitag- wie auch am Samstagabend gibt es Livemusik auf mehreren Bühnen. Der Sonntag ist klassischer Familientag mit Floh- und Kunsthandwerkermarkt sowie Kinderbelustigung.

## Wirtschaft und Infrastruktur

### Verkehr
Wardenburg ist über die Bundesautobahn 29 mit der Anschlussstelle Wardenburg, zwei Landstraßen und mehrere Kreisstraßen zu erreichen.

### ÖPNV
Wardenburg wird von Oldenburg aus von den Buslinien 280 (nur montags bis samstags), 314 und 320 angefahren. Die Linien 280 und 320 fahren jeweils im 60-Minuten-Takt über die Cloppenburger Straße und ergänzen sich auf dem gemeinsam bedienten Abschnitt zum 30-Minuten-Takt. Zu den Schulzeiten fahren zusätzliche Busse. Ab der Haltestelle Buschhagenweg in Oldenburg fährt die Linie 280 über den Westfalendamm weiter, die Linie 320 über die Bremer Straße und die Amalienbrücke. Die Linie 314 fährt montags bis samstags tagsüber im 30-Minuten-Takt über Achternmeer und Hundsmühlen nach Oldenburg, spät abends und sonntags abwechselnd über Achternmeer und Tungeln.
Innerhalb des Gemeindegebietes ist die Weser-Ems-Bus GmbH im Verkehrsverbund Bremen-Niedersachsen für die Personenbeförderung tätig.

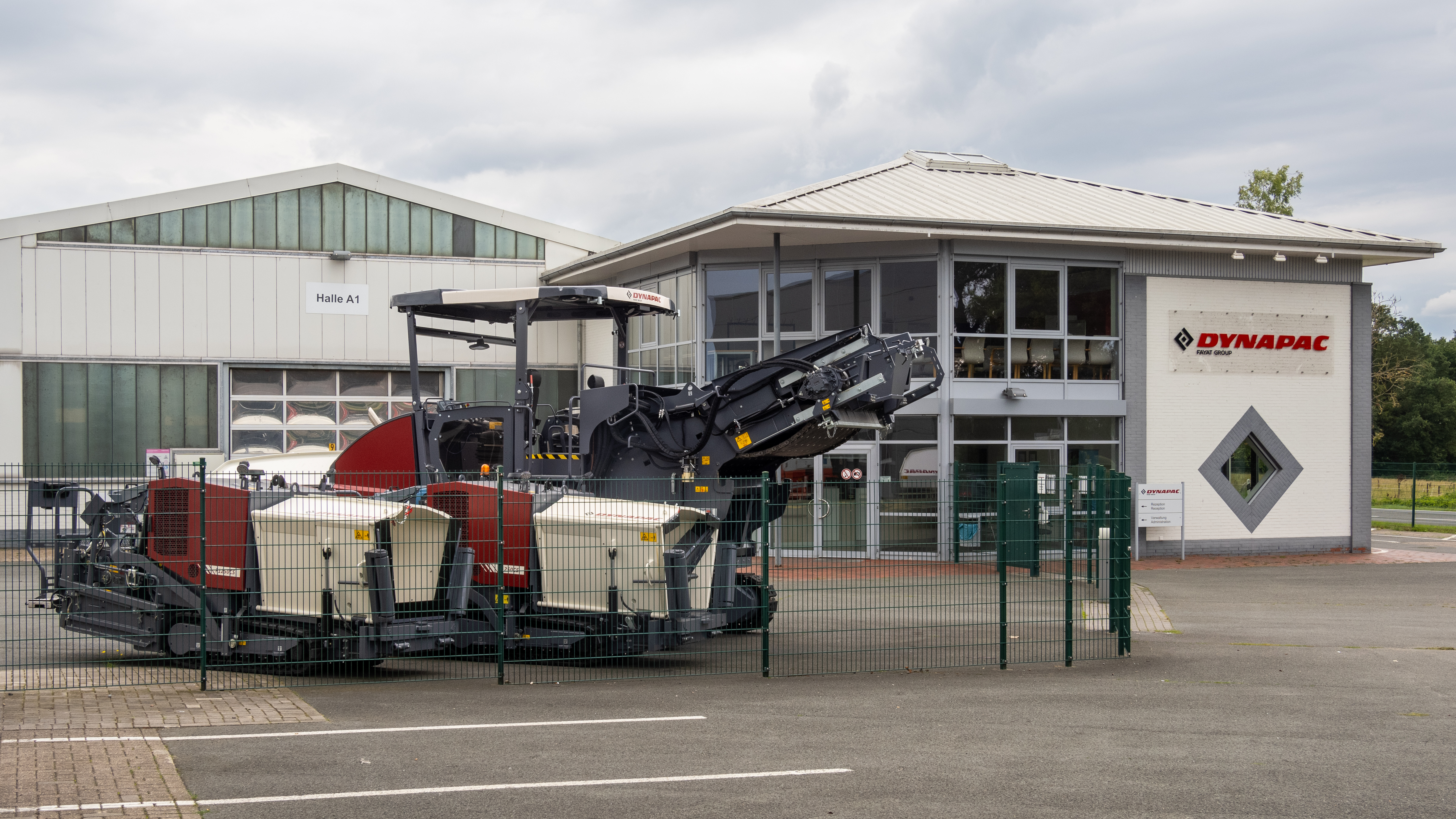
Dynapac-Werk in Westerholt

### Gewerbe
In den Ortschaften in der Gemeinde Wardenburg sind viele landwirtschaftliche Betriebe zu finden. Der Ort Wardenburg hingegen ist mehr ein Wohn-, Dienstleistungs- und Gewerbezentrum. Nach dem Raumordnungsprogramm ist der zentrale Ort Wardenburg Grundzentrum mit den besonderen Entwicklungsaufgaben für Wohnen und gewerbliche Wirtschaft. Insgesamt sind auf dem Gemeindegebiet sechs Gewerbegebiete ausgewiesen.

### Ansässige Unternehmen
Dynapac, ein Unternehmen der französischen Fayat-Gruppe, betreibt in Wardenburg ein Werk zur Produktion von Asphaltfertigern.

### Bildung
Im Ort Wardenburg gibt es eine Grundschule. Die IGS am Everkamp ist eine Schule des Landkreises Oldenburg. Kinder, die die IGS nicht besuchen können (Losverfahren!), können auf die umliegenden Haupt- und Realschulen ausweichen. Ein Gymnasium gibt es in der Gemeinde Wardenburg nicht, die Schüler müssen hierzu die Graf-Anton-Günther-Schule in der Stadt Oldenburg besuchen. In einigen Ortschaften sind noch Grundschulen erhalten geblieben, so in Achternmeer, Hohenfelde und Hundsmühlen.
Eine Volkshochschule ist ebenfalls in Wardenburg vertreten.

## Persönlichkeiten
- Georg Claussen (1819–1898), Jurist, oldenburgischer Abgeordneter und Landgerichtsdirektor in Lübeck; geboren in Wardenburg
- Diedrich Dannemann (1874–1933), geboren in Tungeln, Politiker (DVP), Reichstagsabgeordneter
- Robert Dannemann (1902–1965), geboren in Tungeln, Politiker (FDP), Bundestagsabgeordneter, Präsident des Verwaltungsbezirks Oldenburg
- Horst Bösing (* 1954), deutscher Komponist und Musikproduzent lebte von 1992 bis 1998 in Achternmeer
- Dennie Christian (* 1956), deutscher Schlagersänger und Moderator
- Sabrina Paradies (* 1977), geboren in Wardenburg, Miss Germany 1997 und Fotomodell
- Markus Böckermann (* 1986), in Hundsmühlen aufgewachsen, Volleyball- und Beachvolleyballspieler